# Osmia imitatrix
Osmia imitatrix là một loài Hymenoptera trong họ Megachilidae. Loài này được Tkalcu mô tả khoa học năm 1992.